# Oulmes (Marocco)
Oulmes  (in arabo أولماس‎?) è un centro abitato e comune rurale del Marocco situato nella provincia di Khémisset, regione di Rabat-Salé-Kénitra. Conta una popolazione di 18 786 abitanti (censimento 2014).